# Mushussu

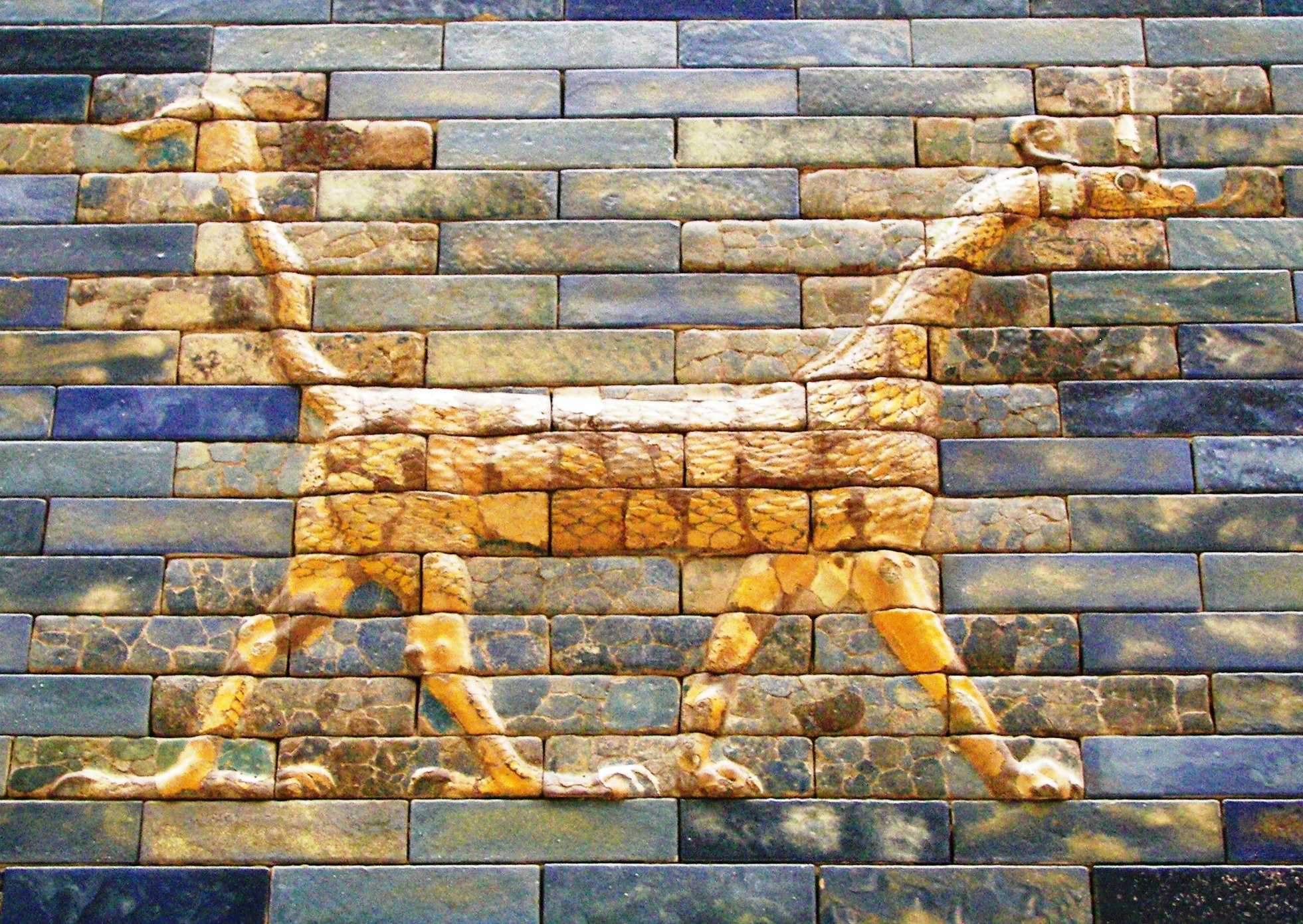
Mushussu az Istár-kapu rekonstrukcióján

A Mushussu vagy Musrussu (akkád: 𒈲𒄭𒄊 muš-ḫuššu, muš-ruššu „ragyogó sárkány”) az akkád mitológia sárkánya, a Tiamat által teremtett egyik szörny. Neve a sumer mušḫus (szörny) szóból származik, amiből a muš- tő jelentése: „kígyó”.
Eredetileg Ninazu egyik alakja volt, az esnunnai kultuszváltás után Ninazu utódjának, Tispaknak jelképe lett. Később az ábrázolásokban Marduk isten jelvénye, sokszor kísérője, mintegy háziállata. Külalakjában egyesíti az oroszlán (mellső láb), sas (hátsó láb és karmok), kígyó (nyak és nyelv) és skorpió (farok) vonásait. Fején szarvakat is viselt.
Nevét a korai kutatók tévesen olvasták, ezért Szirrus néven gyökeresedett meg és vált közismertté.